# Katiușa (echipă de ciclism)
Katiușa (în rusă «Катюша») a fost o echipă de ciclism profesionist din Rusia, ulterior (Elveția), cu licență UCI ProTur. A fost înființată la începutul sezonului 2009. Echipa este organizată de Russian Global Cycling Project și susținută financiar de Gazprom, Itera și Rostechnologii.
Echipa a primit un buget generos - 15 milioane de euro - cu care a achiziționat nume mari ale ciclismului, printre care Robbie McEwen, Vladimir Karpeț, Filippo Pozzato sau Gert Steegmans. Prima competiție oficială la care echipa ciclistă Katiușa a participat a fost Turul Down Under din 2009. Între 2009 și 2011, în funcții de conducere la echipă a activat și Andrei Cimili, fost ministru al sportului în Republica Moldova, ex-director al Agenției Sportului din Republica Moldova, ex-președinte al Federației Naționale de Ciclism din Republica Moldova.

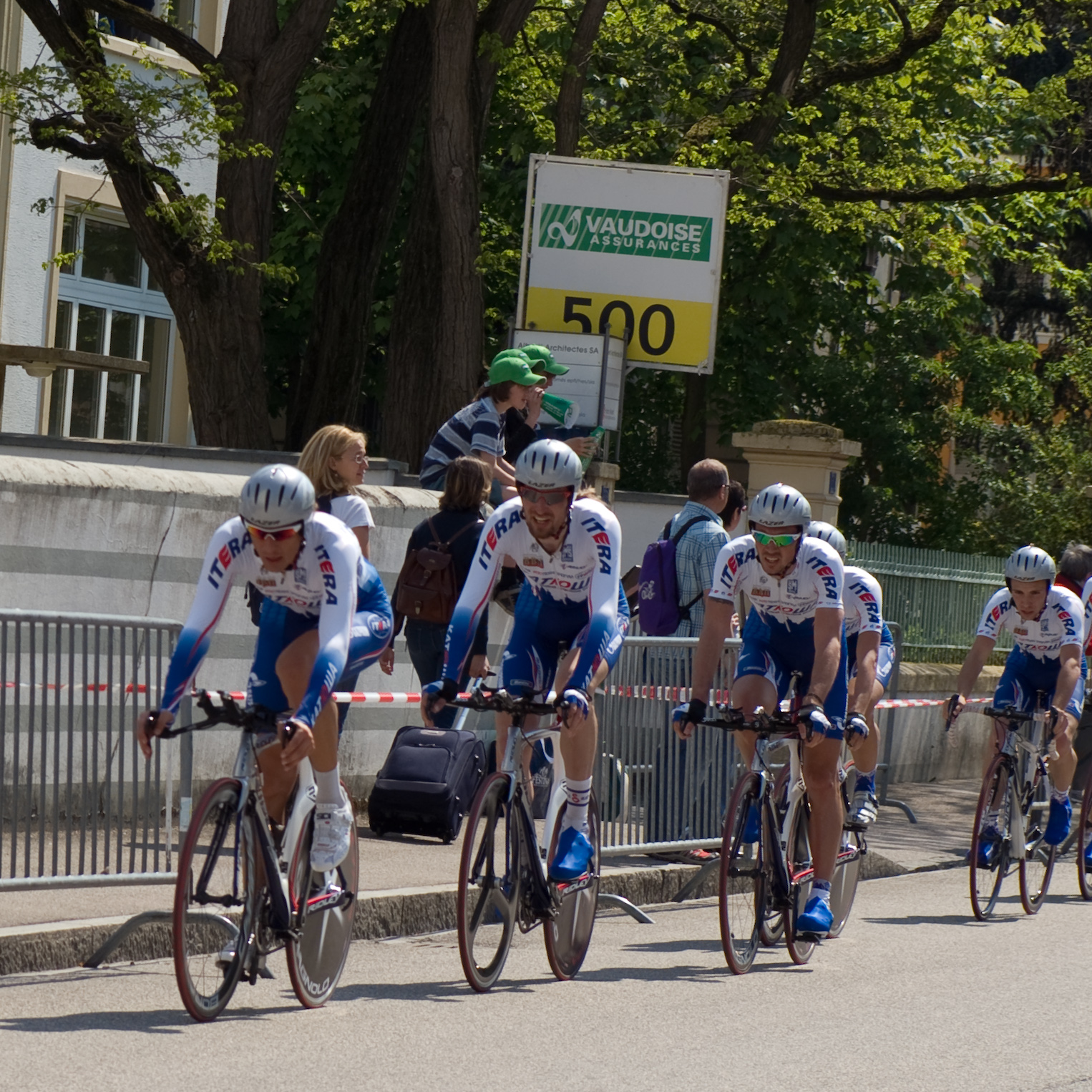
Katiușa la Tour de Romandie 2009 - 3rd stage - team time trial

## Rezultate notabile

### 2009
- Locul 1, Down Under Classic : Robbie McEwen
- Locul 1, Trofeo Mallorca : Gert Steegmans
- Locul 1, Trofeo Cala Millor : Robbie McEwen
- Locul 1, Trofeo Sóller : Antonio Colom
- Locul 1, Clasament general Vuelta a Mallorca : Antonio Colom
- Locul 1, Etapa 1 Vuelta a Andalucía : Danilo Napolitano
- Locul 1, Etapa 2 Vuelta a Andalucía : Gert Steegmans
- Locul 1, Etapa 3 Volta ao Algarve : Antonio Colom
- Locul 1, Etapa 2 Driedaagse van West-Vlaanderen : Danilo Napolitano
- Locul 1, Etapa 8 Paris–Nice : Antonio Colom
- Locul 1, Etapa 1 Settimana internazionale di Coppi e Bartali : Danilo Napolitano
- Locul 1, E3 Prijs Vlaanderen : Filippo Pozzato
- Locul 1, Etapa 1 Three Days of De Panne : Filippo Pozzato
- Locul 2, Paris–Roubaix : Filippo Pozzato
- Locul 1, Amstel Gold Race : Sergei Ivanov
- Locul 1, Etapa 14 Turul Franței : Sergei Ivanov

### 2010
- Locul 1, Trofeo Palma de Mallorca : Robbie McEwen
- Locul 1, Etapa 11 Turul Italiei : Evgeny Petrov
- Locul 1, Etapa 12 Turul Italiei : Filippo Pozzato
- Locul 1, Etapa 2   4 days of Dunkerque : Danilo Napolitano
- Locul 1, Vuelta al Pais Vasco : Joaquin Rodriguez
- Locul 1, Etapa 6 Tirreno–Adriatico : Mikhail Ignatyev
- Locul 1, Etapa 12 Turul Franței : Joaquin Rodriguez
- Locul 1, Etapa 1 Eneco Tour : Robbie McEwen

## Componența echipei

### 2017
| Team roster 2017                          | Team roster 2017   | Team roster 2017                        | Team roster 2017 |
| Ciclist                                   | Data nașterii      | Previous team                           |                  |
| ----------------------------------------- | ------------------ | --------------------------------------- | ---------------- |
| Maxim Belkov                              | 9 ianuarie 1985    | Vacansoleil-DCM (2011)                  |                  |
| Jenthe Biermans                           | 30 octombrie 1995  | SEG Racing Academy (2016)               |                  |
| Sven Erik Bystrøm                         | 21 ianuarie 1992   | Øster Hus-Ridley (2014)                 |                  |
| José Gonçalves                            | 13 februarie 1989  | Caja Rural-Seguros RGA (2016)           |                  |
| Marco Haller                              | 1 aprilie 1991     | Adria Mobil (2011)                      |                  |
| Reto Hollenstein                          | 22 august 1985     | IAM Cycling (2016)                      |                  |
| Robert Kišerlovski                        | 9 august 1986      | Tinkoff (2016)                          |                  |
| Pavel Kochetkov                           | 7 martie 1986      | RusVelo (2013)                          |                  |
| Viacheslav Kuznetsov                      | 24 iunie 1989      | Itera-Katusha (2012)                    |                  |
| Alexander Kristoff                        | 5 iulie 1987       | BMC Racing Team (2011)                  |                  |
| Maurits Lammertink                        | 31 august 1990     | Roompot-Oranje Peloton (2016)           |                  |
| Alberto Losada                            | 28 februarie 1982  | Caisse d'Épargne (2010)                 |                  |
| Tiago Machado                             | 18 octombrie 1985  | NetApp-Endura (2014)                    |                  |
| Matvey Mamykin                            | 31 octombrie 1994  | Itera-Katusha (2015)                    |                  |
| Tony Martin                               | 23 aprilie 1985    | Etixx-Quick Step (2016)                 |                  |
| Marco Mathis                              | 7 aprilie 1994     | Rad-net Rose (2016)                     |                  |
| Michael Mørkøv                            | 30 aprilie 1985    | Tinkoff-Saxo (2015)                     |                  |
| Baptiste Planckaert                       | 28 septembrie 1988 | Wallonie Bruxelles-Group Protect (2016) |                  |
| Nils Politt                               | 6 martie 1994      | Stölting (2015)                         |                  |
| Jhonatan Restrepo                         | 28 noiembrie 1994  | Coldeportes-Claro (2015)                |                  |
| Mads Würtz Schmidt                        | 31 martie 1994     | Virtu Pro-Veloconcept (2016)            |                  |
| Simon Špilak                              | 23 iunie 1986      | Lampre-ISD (2011)                       |                  |
| Rein Taaramäe                             | 24 aprilie 1987    | Astana (2015)                           |                  |
| Ángel Vicioso                             | 13 aprilie 1977    | Androni Giocattoli-CIPI (2011)          |                  |
| Rick Zabel                                | 7 decembrie 1993   | BMC Racing Team (2016)                  |                  |
| Ilnur Zakarin                             | 15 septembrie 1989 | RusVelo (2014)                          |                  |
| Piotr Havik (1 aug–31 dec, trainee)       | 7 iulie 1994       | Team 3M (2016)                          |                  |
|                                           |                    |                                         |                  |
| Sources: ProCyclingStats Cycling Quotient |                    |                                         |                  |

### 2016
| Team roster 2016                                           | Team roster 2016   | Team roster 2016               | Team roster 2016 |
| Ciclist                                                    | Data nașterii      | Previous team                  |                  |
| ---------------------------------------------------------- | ------------------ | ------------------------------ | ---------------- |
| Maxim Belkov                                               | 9 ianuarie 1985    | Vacansoleil-DCM (2011)         |                  |
| Sven Erik Bystrøm                                          | 21 ianuarie 1992   | Øster Hus-Ridley (2014)        |                  |
| Sergey Chernetskiy                                         | 9 aprilie 1990     | Itera-Katusha (2012)           |                  |
| Jacopo Guarnieri                                           | 14 august 1987     | Astana (2014)                  |                  |
| Marco Haller                                               | 1 aprilie 1991     | Adria Mobil (2011)             |                  |
| Vladimir Isaichev                                          | 21 aprilie 1986    | Xacobeo Galicia (2010)         |                  |
| Pavel Kochetkov                                            | 7 martie 1986      | RusVelo (2013)                 |                  |
| Viacheslav Kuznetsov                                       | 24 iunie 1989      | Itera-Katusha (2012)           |                  |
| Dmitry Kozonchuk                                           | 5 aprilie 1984     | RusVelo (2012)                 |                  |
| Alexander Kristoff                                         | 5 iulie 1987       | BMC Racing Team (2011)         |                  |
| Sergey Lagutin                                             | 14 ianuarie 1981   | RusVelo (2014)                 |                  |
| Alberto Losada                                             | 28 februarie 1982  | Caisse d'Épargne (2010)        |                  |
| Tiago Machado                                              | 18 octombrie 1985  | NetApp-Endura (2014)           |                  |
| Matvey Mamykin                                             | 31 octombrie 1994  | Itera-Katusha (2015)           |                  |
| Michael Mørkøv                                             | 30 aprilie 1985    | Tinkoff-Saxo (2015)            |                  |
| Nils Politt                                                | 6 martie 1994      | Stölting (2015)                |                  |
| Alexander Porsev                                           | 21 februarie 1986  | Itera-Katusha (2010)           |                  |
| Jhonatan Restrepo                                          | 28 noiembrie 1994  | Coldeportes-Claro (2015)       |                  |
| Joaquim Rodríguez                                          | 12 mai 1979        | Caisse d'Épargne (2009)        |                  |
| Egor Silin                                                 | 25 iunie 1988      | Astana (2013)                  |                  |
| Simon Špilak                                               | 23 iunie 1986      | Lampre-ISD (2011)              |                  |
| Rein Taaramäe                                              | 24 aprilie 1987    | Astana (2015)                  |                  |
| Alexey Tsatevich                                           | 5 iulie 1989       | Itera-Katusha (2011)           |                  |
| Jurgen Van Den Broeck                                      | 1 februarie 1983   | Lotto-Soudal (2015)            |                  |
| Ángel Vicioso                                              | 13 aprilie 1977    | Androni Giocattoli-CIPI (2011) |                  |
| Eduard Vorganov (1 ian–28 feb)                             | 7 decembrie 1982   | Xacobeo Galicia (2009)         |                  |
| Anton Vorobyev                                             | 12 octombrie 1990  | Itera-Katusha (2012)           |                  |
| Ilnur Zakarin                                              | 15 septembrie 1989 | RusVelo (2014)                 |                  |
| Alexander Maes (9 aug–31 dec, trainee)                     | 20 iunie 1993      | An Post-ChainReaction (2015)   |                  |
|                                                            |                    |                                |                  |
| Sources: ProCyclingStats Cycling Quotient Cycling Archives |                    |                                |                  |

### 2015
| Team roster 2015                          | Team roster 2015   | Team roster 2015                             | Team roster 2015 |
| Ciclist                                   | Data nașterii      | Previous team                                |                  |
| ----------------------------------------- | ------------------ | -------------------------------------------- | ---------------- |
| Maxim Belkov                              | 9 ianuarie 1985    | Vacansoleil-DCM (2011)                       |                  |
| Sven Erik Bystrøm                         | 21 ianuarie 1992   | Øster Hus-Ridley (2014)                      |                  |
| Giampaolo Caruso                          | 15 august 1980     | Ceramica Flaminia (2010)                     |                  |
| Sergey Chernetskiy                        | 9 aprilie 1990     | Itera-Katusha (2012)                         |                  |
| Jacopo Guarnieri                          | 14 august 1987     | Astana (2014)                                |                  |
| Marco Haller                              | 1 aprilie 1991     | Adria Mobil (2011)                           |                  |
| Vladimir Isaichev                         | 21 aprilie 1986    | Xacobeo Galicia (2010)                       |                  |
| Pavel Kochetkov                           | 7 martie 1986      | RusVelo (2013)                               |                  |
| Aleksandr Kolobnev                        | 4 mai 1981         | Saxo Bank (2009)                             |                  |
| Viacheslav Kuznetsov                      | 24 iunie 1989      | Itera-Katusha (2012)                         |                  |
| Dmitry Kozonchuk                          | 5 aprilie 1984     | RusVelo (2012)                               |                  |
| Alexander Kristoff                        | 5 iulie 1987       | BMC Racing Team (2011)                       |                  |
| Sergey Lagutin                            | 14 ianuarie 1981   | RusVelo (2014)                               |                  |
| Alberto Losada                            | 28 februarie 1982  | Caisse d'Épargne (2010)                      |                  |
| Tiago Machado                             | 18 octombrie 1985  | NetApp-Endura (2014)                         |                  |
| Daniel Moreno                             | 5 septembrie 1981  | Omega Pharma-Lotto (2010)                    |                  |
| Luca Paolini                              | 17 ianuarie 1977   | Acqua & Sapone - D'Angelo & Antenucci (2010) |                  |
| Alexander Porsev                          | 21 februarie 1986  | Itera-Katusha (2010)                         |                  |
| Joaquim Rodríguez                         | 12 mai 1979        | Caisse d'Épargne (2009)                      |                  |
| Rüdiger Selig                             | 19 februarie 1989  |                                              |                  |
| Egor Silin                                | 25 iunie 1988      | Astana (2013)                                |                  |
| Gatis Smukulis                            | 15 aprilie 1987    | HTC-Highroad (2011)                          |                  |
| Simon Špilak                              | 23 iunie 1986      | Lampre-ISD (2011)                            |                  |
| Yuri Trofimov                             | 26 ianuarie 1984   | BBox Bouygues Telecom (2010)                 |                  |
| Alexey Tsatevich                          | 5 iulie 1989       | Itera-Katusha (2011)                         |                  |
| Ángel Vicioso                             | 13 aprilie 1977    | Androni Giocattoli-CIPI (2011)               |                  |
| Eduard Vorganov                           | 7 decembrie 1982   | Xacobeo Galicia (2009)                       |                  |
| Anton Vorobyev                            | 12 octombrie 1990  | Itera-Katusha (2012)                         |                  |
| Ilnur Zakarin                             | 15 septembrie 1989 | RusVelo (2014)                               |                  |
| Nils Politt (1 aug–31 dec, trainee)       | 6 martie 1994      | Stölting (2015)                              |                  |
| Jhonatan Restrepo (1 aug–31 dec, trainee) | 28 noiembrie 1994  | Coldeportes-Claro (2015)                     |                  |
|                                           |                    |                                              |                  |
| Source: ProCyclingStats                   |                    |                                              |                  |

### 2010
Din 5 mai 2010:
| Ciclist                   |
| ------------------------- |
| Marco Bandiera (ITA)      |
| László Bodrogi (FRA)      |
| Alexandre Botcharov (RUS) |
| Pavel Brutt (RUS)         |
| Giampaolo Caruso (ITA)    |
| Nikita Eskov (RUS)        |
| Denis Galimzyanov (RUS)   |
| Vladimir Gusev (RUS)      |
| Joan Horrach (ESP)        |
| Mikhail Ignatiev (RUS)    |
| Sergei Ivanov (RUS)       |
| Vladimir Karpets (RUS)    |
| Mikhaylo Khalilov (UKR)   |
| Kim Kirchen (LUX)         |

| Serguei Klimov (RUS)      |
| Alexandr Kolobnev (RUS)   |
| Timofey Kritskiy (RUS)    |
| Luca Mazzanti (ITA)       |
| Robbie McEwen (AUS)       |
| Danilo Napolitano (ITA)   |
| Artem Ovechkin (RUS)      |
| Evgeni Petrov (RUS)       |
| Alexandru Pliușchin (MDA) |
| Filippo Pozzato (ITA)     |
| Joaquim Rodríguez (ESP)   |
| Egor Silin (RUS)          |
| Nikolay Trusov (RUS)      |
| Stijn Vandenbergh (BEL)   |
| Maxime Vantomme (BEL)     |
| Eduard Vorganov (RUS)     |